# Décès en 1157
Décès
- 1153
- 1154
- 1155
- 1156
- 1157
- 1158
- 1159
- 1160
- 1161

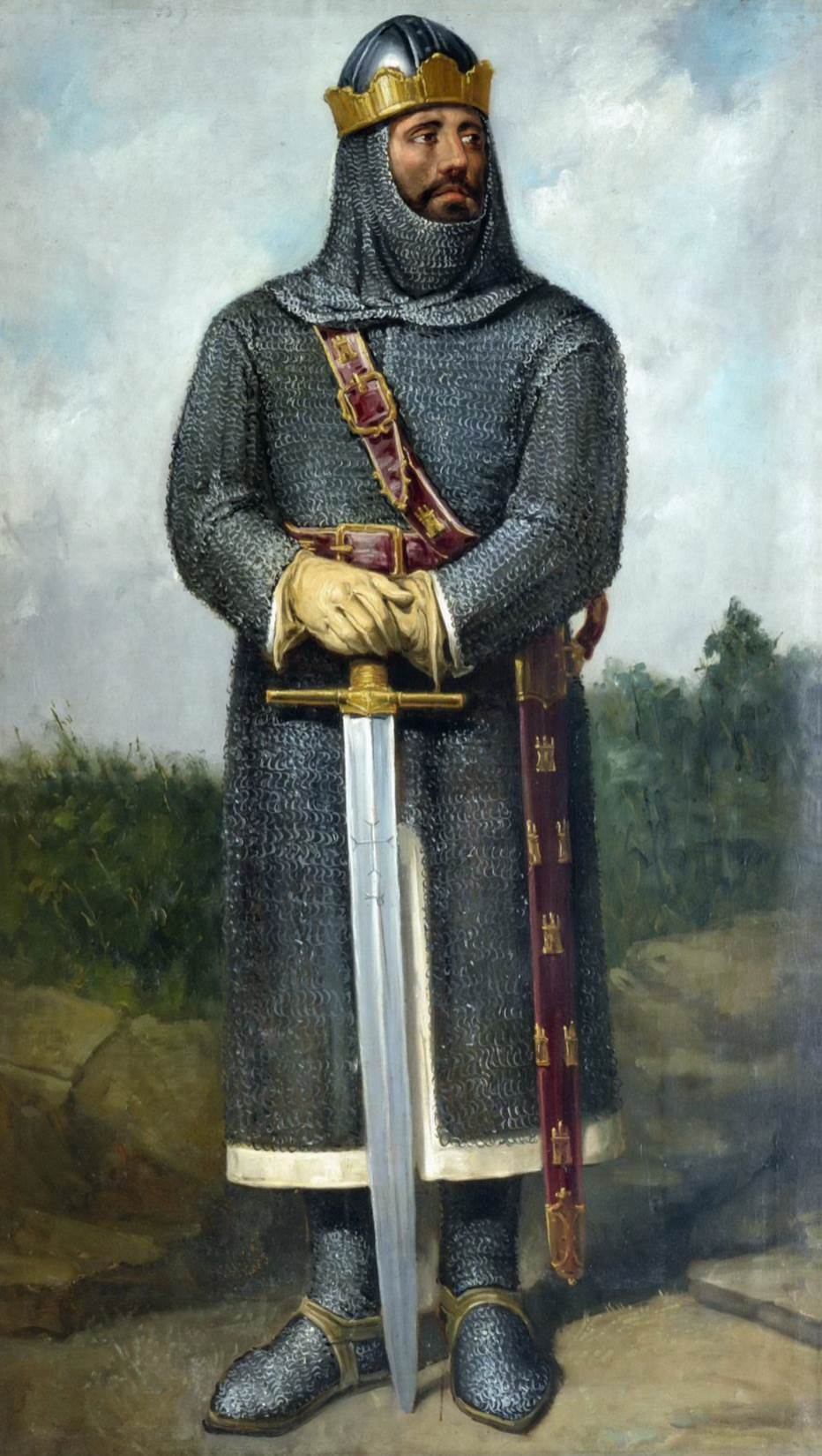
Alphonse VII de León et Castille, mort en 1157.

Cette page dresse une liste de personnalités mortes au cours de l'année 1157 :
- 5 février : Conrad Ier le Pieux, margrave de Misnie, comte Wettin  et margrave de Lusace.
- 10 février : Guillaume de Malavalle, ermite bénédictin à l'origine de la congrégation religieuse des Guillemites.
- 1er mai : Alain Ier, évêque de Rennes.
- 8 mai : Ahmad Sanjar, sultan seldjoukide de Transoxiane et du Khorasan.
- fin mai : Constantin IV Chliarénos, patriarche de Constantinople.
- 15 mai : Iouri Dolgorouki, ou Iouri Vladimirovitch, Grand-prince de la Rus' de Kiev de la dynastie des Riourikides.
- 7 juillet : Minamoto no Yoshiyasu, samouraï qui prend part à la rébellion de Hōgen à Kyoto avec les forces loyales à l'empereur Go-Shirakawa contre les forces de l'ancien empereur Sutoku.
- 5 août : Thierry VI de Hollande, comte de Hollande.
- 9 août : Knut V de Danemark, roi de Danemark.
- 16 août : Ramire II d'Aragon, roi d'Aragon.
- 19 août : Guerric d'Igny, moine cistercien, abbé d’Igny, et influent auteur spirituel cistercien.
- 21 août : Alphonse VII de León et Castille, roi de Galice et de León et  Castille, couronné Imperator totius Hispaniae (empereur de toutes les Espagnes).
- 23 octobre : Sven III de Danemark, co-roi de Danemark.
- 20 décembre : Foucher d'Angoulême, archevêque de Tyr et patriarche latin de Jérusalem.

- Agnès de Babenberg, ou Agnès d'Autriche, duchesse consort de Pologne.
- Bohémond de Tarsia, baron italo-normand du royaume de Sicile.
- Eystein II de Norvège, co-roi de Norvège.
- Gérard II, Évêque de Sées.
- Guillaume IV de Bourgogne, comte de Mâcon, d'Auxonne, de Vienne  puis régent du comté de Bourgogne.
- Guy de Durnes, abbé de Notre-dame de Cherlieu.
- Robert de Bruges, moine à l’abbaye de Clairvaux.

## Crédit d'auteurs
- Cet article est partiellement ou en totalité issu de l'article intitulé « 1157 » (voir la liste des auteurs).